# Jair Benítez
Jair “El Capibara" Benítez Sinisterra (Candelaria, Valle del Cauca, Colombia; 12 de enero de 1979) es un exfutbolista profesional colombiano. 

## Selección nacional
Ha sido internacional con la Selección de fútbol de Colombia entre 2005 y 2007 jugando en 6 partidos sin marcar algún gol, participando en la Copa Oro 2005, las Eliminatorias Mundial de Alemania 2006 y la Copa América 2007 donde estaría los 3 partidos de suplente.

### Participaciones enCopas América
| Copa América      | Sede      | Resultado      | PJ                           | GA | Asis |
| ----------------- | --------- | -------------- | ---------------------------- | -- | ---- |
| Copa América 2007 | Venezuela | Fase de grupos | 0 (3 partidos como suplente) | 0  | 0    |

### Participaciones enEliminatorias al Mundial
| Eliminatoria                           | Sede del Mundial | Posición      | Resultado | PJ | GA | Asis |
| -------------------------------------- | ---------------- | ------------- | --------- | -- | -- | ---- |
| Eliminatorias Mundial de Alemania 2006 | Alemania         | 6°lugar 24pts | Eliminado | 1  | 0  | 0    |

### Participaciones enCopas Oro
| Copa Oro      | Sede           | Resultado   | PJ | GA | Asis |
| ------------- | -------------- | ----------- | -- | -- | ---- |
| Copa Oro 2005 | Estados Unidos | Semifinales | 2  | 0  | 0    |

## Clubes
Deportes Quindío 1998 debut

## Palmarés

### Campeonatos nacionales
| Club                   | País      | Año       | Partidos | Goles |
| ---------------------- | --------- | --------- | -------- | ----- |
| Envigado F.C.          | Colombia  | 1999      | 42       | 33    |
| Independiente Medellín | Colombia  | 2000-2004 | 150      | 135   |
| Colón                  | Argentina | 2004-2007 | 130      | 122   |